# Paseo del Prado

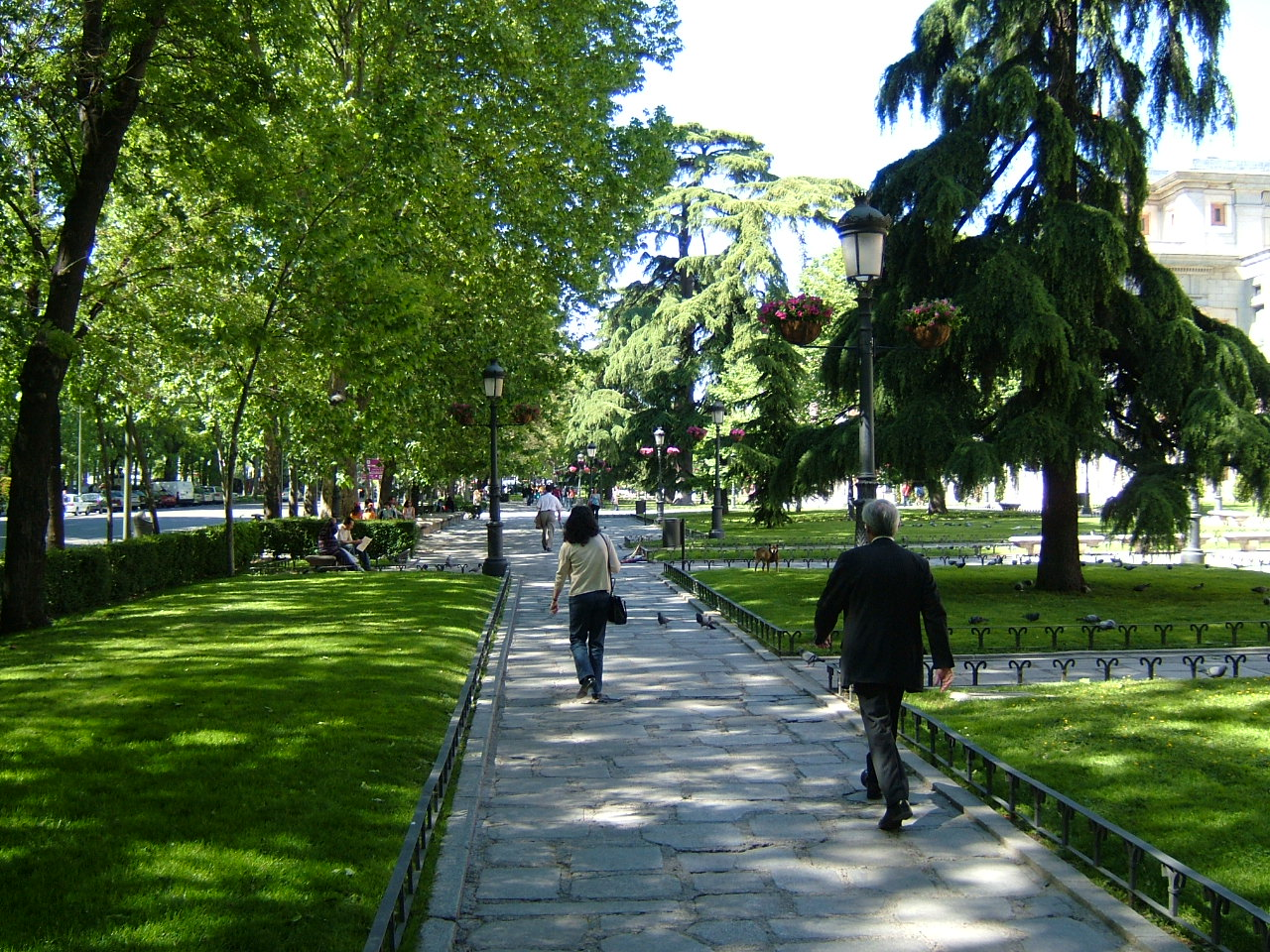
Paseo del Prado

Paseo del Prado är en av Madrids främsta avenyer. Avenyn går mellan torgen Plaza de Cibeles och Glorieta del Emperador Carlos V (Glorieta de Atocha). Intill promenadstråket ligger det berömda konstmuseet Museo del Prado. I söder ligger järnvägsstationen Atocha. Själva Paseo del Prado utgör ca 1 kilometer av ett många kilometer långt gatustråk som sträcker sig genom staden i nord-sydlig riktning.